# NOD2
La proteïna amb domini d'oligomerització d'unió a nucleòtids 2 (NOD2), també coneguda com a proteïna amb domini reclutador de caspases 15 (CARD15) o proteïna de les malalties inflamatòries intestinals 1 (IBD1), és una proteïna que en els humans és codificada pel gen NOD2, situat al cromosoma 16. NOD2 té un paper important en el sistema immunitari. Reconeix molècules bacterianes (peptidoglicans) i estimula una reacció immunitària.